# Church Avenue (stacja metra na Nostrand Avenue Line)
Church Avenue – stacja metra nowojorskiego, na linii 2 i 5. Znajduje się w dzielnicy Brooklyn, w Nowym Jorku i zlokalizowana jest pomiędzy stacjami Winthrop Street i Beverly Road. Została otwarta 23 sierpnia 1920.